# エイドリアン・メトカーフ
エイドリアン・メトカーフ（Adrian Peter Metcalfe、1942年3月2日- 2021年7月8日）は、イギリスの陸上競技選手。1964年東京オリンピックの銀メダリストである。

## 経歴
メトカーフは、短距離を得意とした選手で、1964年東京オリンピックでは4×400mリレーに出場し、3分01秒6の記録で、ティモシー・グラハム、ジョン・クーパー、ロビー・ブライトウェルとともにイギリスの銀メダル獲得に貢献した。
1970年代から1980年代にかけイギリスの民間放送局のITV、1983年には、新しく開局したチャンネル4、その後ヨーロッパ初のスポーツ専門チャンネルであるユーロスポーツと、様々なテレビ局で陸上競技の解説者を務め、現在もフランスとイギリスに本拠を持ち、その職に従事している。
また、かつて、国際オリンピック委員会（IOC）及び国際陸連（IAAF）の両方の放送・報道部門にも従事。1998年にはGAISF（国際競技団体連合）が手がけたインターネット放送局のワールドスポーツドットコムの経営に参加したが、設立直後にインターネット・バブルがはじけ、会社に出資した多くの財産を失うこととなった。

## 主な実績
| 年   | 大会                         | 場所                         | 種目          | 結果    | 記録     |
| ---- | ---------------------------- | ---------------------------- | ------------- | ------- | -------- |
| 1962 | 大英帝国イギリス連邦競技大会 | パース(オーストラリア)       | 440yd         | 3位(qf) | 48秒3    |
| 1962 | 大英帝国イギリス連邦競技大会 | パース(オーストラリア)       | 4×440ydリレー | 2位     | 3分11秒2 |
| 1962 | ヨーロッパ陸上選手権         | ベオグラード(ユーゴスラビア) | 400m          | 4位     | 46秒4    |
| 1962 | ヨーロッパ陸上選手権         | ベオグラード(ユーゴスラビア) | 4×400mリレー  | 2位     | 3分05秒9 |
| 1963 | ユニバーシアード             | ポルトアレグレ(ブラジル)     | 400m          | 1位     | 46秒75   |
| 1964 | オリンピック                 | 東京(日本)                   | 400m          | 5位(qf) | 47秒8    |
| 1964 | オリンピック                 | 東京(日本)                   | 4×400mリレー  | 2位     | 3分01秒6 |

- qfは予選